# 偽帕拉鱷屬

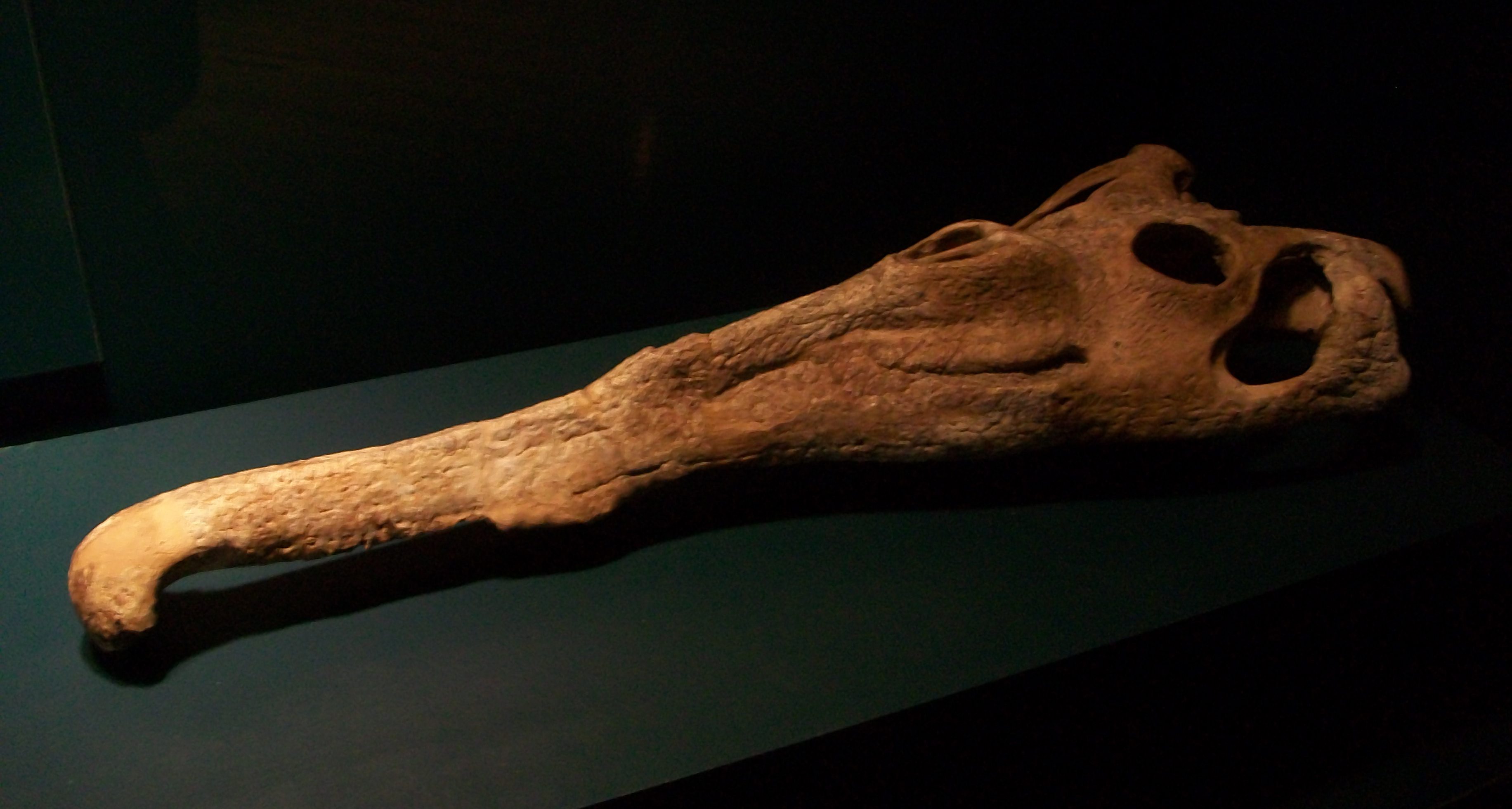
P. buceros的頭顱骨，曾被鑑定為劍鼻鱷

偽帕拉鱷屬（學名：Pseudopalatus）意為「假的齶骨」，化石發現於美國亞利桑那州與新墨西哥州，年代為諾利階。偽帕拉鱷是種相當大型的植龍類，頭骨長達120公分，口鼻部寬，上有明顯稜脊，身長被推測可達9公尺。
在2005年，偽帕拉鱷被歸類於植龍目，屬於植龍目的偽帕拉鱷亞科，是該亞科的模式屬。

## 外部連結
- Pseudopalatus （页面存档备份，存于） in the Paleobiology Database
- Pseudopalatus at Palaeos